# 佳能PowerShot A6x0
佳能 PowerShot A6x0指的是佳能公司于2005年至到2007年之间推出的5款小型数码相机。
这5款相机分别是：
- PowerShot A610
- PowerShot A620
- PowerShot A630
- PowerShot A640
- PowerShot A650 IS

A6x0在其市场存活期内，扮演佳能PowerShot A系列数码相机中的高端产品，在参数上比较接近同为PowerShot的G系列相机（此系列定位准专业应用）。

## Canon PowerShot A610 / A620

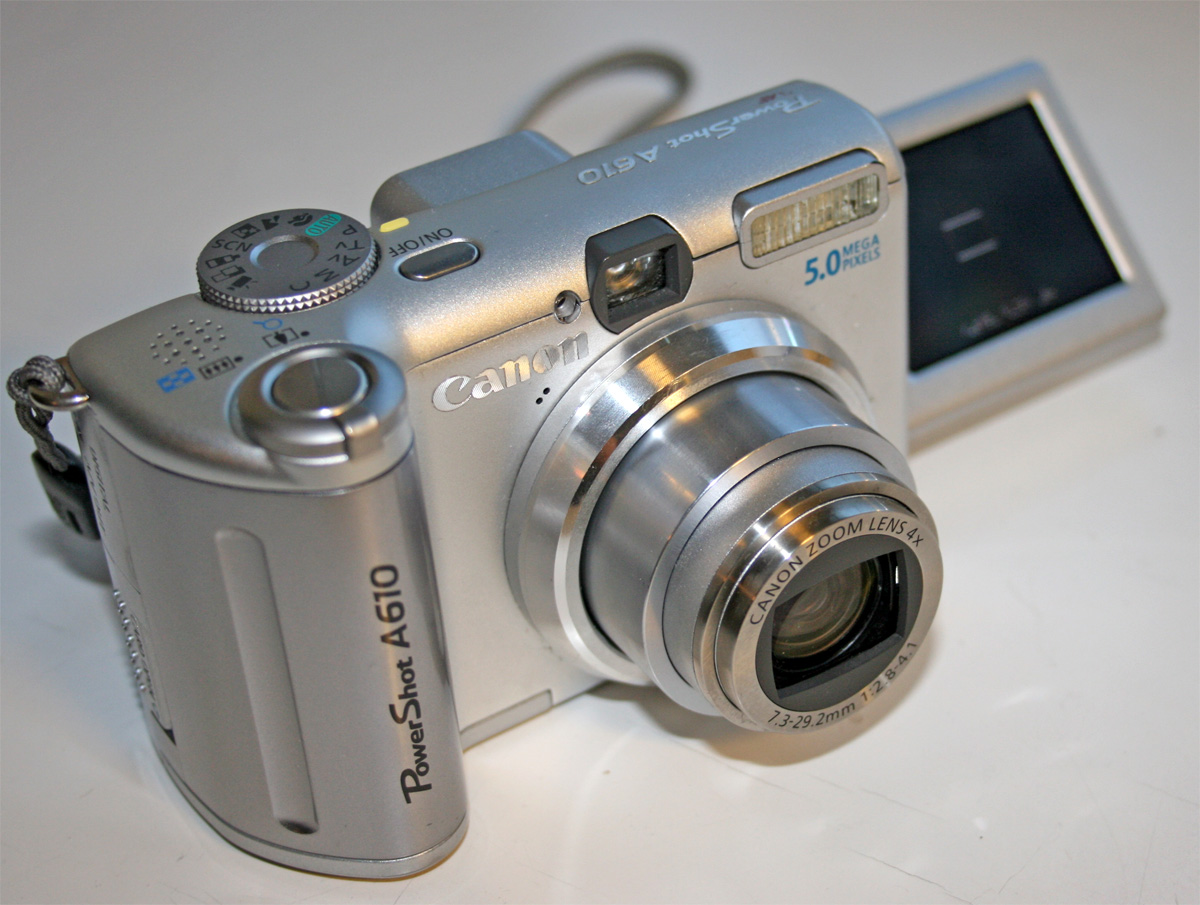
PowerShot A610，拥有旋转式液晶屏

Canon PowerShot A610与Canon PowerShot A620于2005年8月由佳能公司一同发布。
A610与A620功能基本一致，像素比A620略低。
PowerShot A610 / A620是A95的继任者。這兩款機種的继任者是A630 / A640。

### 参数
5 / 7.1 百万 有效象素 

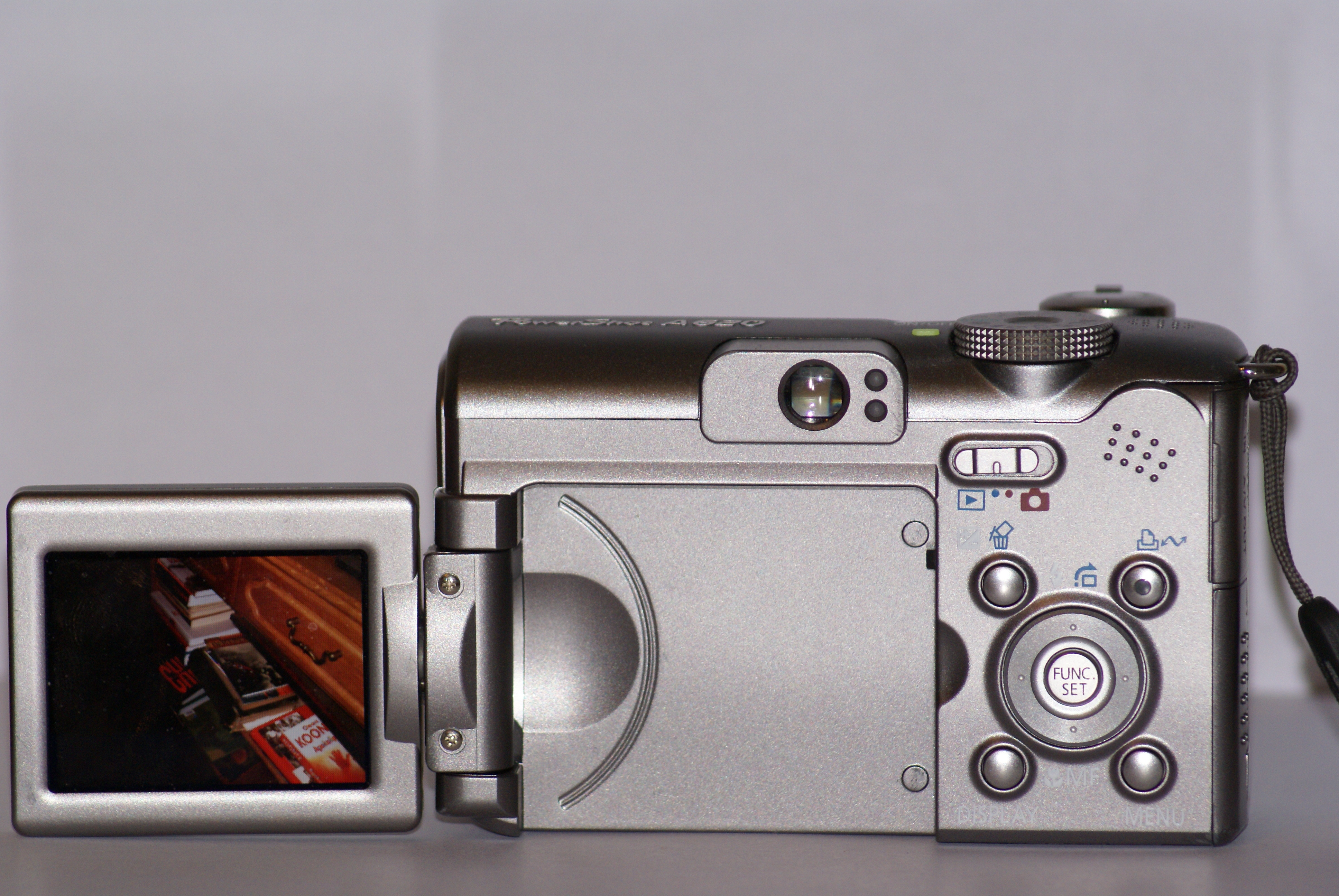
PowerShot A620，其带有自A95继承下来的旋转式液晶屏

4倍光学变焦（等效135相机 35mm~140mm）

1/1.8 英寸 CCD 

2.0寸可旋转TFT液晶屏，分辨率11.5万象素 

快门速度：15～1/2500秒 

ISO：50/100/200/400 

9点智能对焦／单点对焦／移动对焦框

使用SD卡／MMC卡作为存储介质 

使用DIGIC II数字处理芯片 

使用4节AA电池 

不带电池约235克

## Canon PowerShot A630 / A640

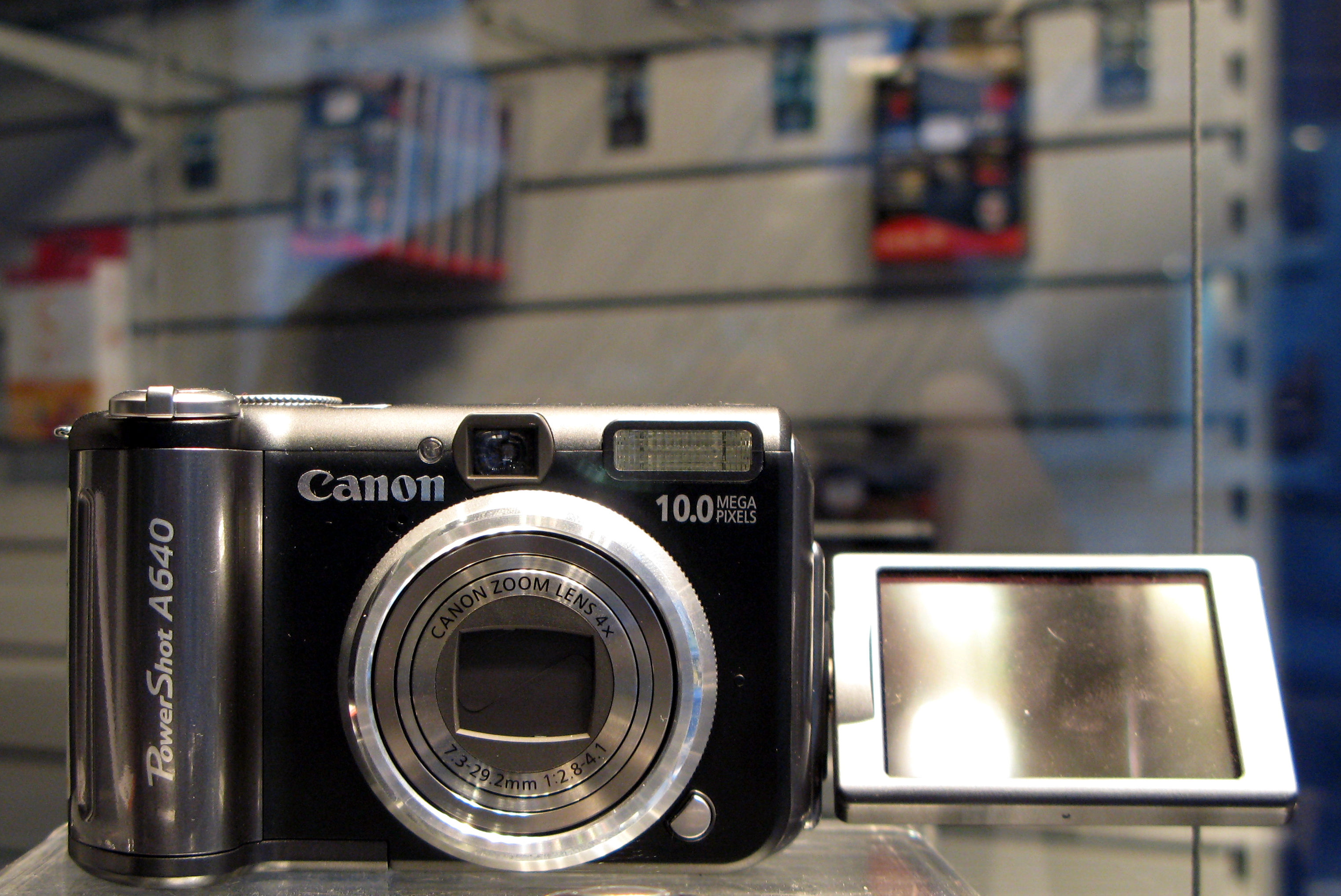
PowerShot A640，黑色机身与旋转式液晶屏

Canon PowerShot A630 / A640是佳能出品的数码相机，于2006年8月发布。
A630 / A640的前任是A610 / A620。
佳能在A640上，第一次将千万像素引入PowerShot系列数码相机。虽然相机成像质量好坏不能单纯凭借像素指标，但是“千万像素”确实是一个足够吸引人的“广告数字”。

## 破解／改机
PowerShot A6x0系列拥有较大尺寸的CCD，为优质成像提供了保证。有爱好者研究出针对DIGIC II的（涵盖 A6x0 及S2 IS与S3 IS）的破解而使其能输出RAW格式图像并拥有更多功能如实时直方图等。这使A6x0变得更加具有吸引力。